# John Lovén
Henrik Johan (John) Lovén (i riksdagen kallad Lovén i Stockholm), född 31 januari 1840 i Klara församling, Stockholm, död 12 december 1924 i Hedvig Eleonora församling, Stockholms stad, var en svensk grosshandlare och politiker. Han var brorson till Lars Johan och Nils Henrik Lovén samt svåger till Julius Rabe.
Lovén blev student vid Uppsala universitet 1858. Han var arrendator av Sköldnora kungsgård 1866–1872. Lovén blev därefter grosshandlare i Stockholm. Han var delägare i kolonialvaruimport- och skeppsrederifirman Lovén & Co. 1873–1899. Som politiker var Lovén ledamot av riksdagens andra kammare 1880–1884 och av första kammaren 1903–1906. Han var även stadsfullmäktig 1879–1883 och 1901–1905.
John Lovén är gravsatt på Norra begravningsplatsen utanför Stockholm.